# 中西聡
中西 聡（なかにし さとる、1962年8月4日- ）は、日本の経済史学者。北海道大学教授・名古屋大学教授・慶應義塾大学教授を歴任。

## 来歴
愛知県出身。東海中学校・高等学校を経て1988年東京大学経済学部卒、93年同大学院経済学研究科博士課程満期退学、95年「近世・近代期鯡魚肥市場の構造と展開 特産物・特権・分業」で経済学博士の学位を取得。1993年東京大学社会科学研究所助手、1995年北海道大学経済学部助教授、1999年名古屋大学経済学部助教授、2004年経済学研究科教授、のち慶應義塾大学経済学部教授。
2003年経営史学会学会賞、2012年「19-20世紀初頭の日本海沿岸航路での北前船の商人的活動実態の数量的研究」で日本学士院賞受賞。

## 著書
- 『近世・近代日本の市場構造 「松前鯡」肥料取引の研究』東京大学出版会　1998年
- 『海の富豪の資本主義 北前船と日本の産業化』名古屋大学出版会　2009年
- 『北前船の近代史 海の豪商たちが遺したもの』交通研究協会 交通ブックス　2013年
- 『旅文化と物流 近代日本の輸送体系と空間認識』日本経済評論社　2016年
- 『資産家資本主義の生成 近代日本の資本市場と金融』慶應義塾大学出版会　2019年
- 『山の富豪の資本主義 「資源国」日本の近代』名古屋大学出版会　2025年

### 共編著
- 『新体系日本史12 流通経済史』桜井英治共編　山川出版社　2002年
- 『商品流通の近代史』中村尚史共編著　日本経済評論社　2003年
- 『産業化と商家経営 米穀肥料商廣海家の近世・近代』石井寛治共編　名古屋大学出版会　2006年
- 『世界経済の歴史 グローバル経済史入門』金井雄一、福澤直樹共編　名古屋大学出版会　2010年
- 『日本経済の歴史 列島経済史入門』編　名古屋大学出版会　2013年
- 『近代日本の地方事業家 萬三商店小栗家と地域の工業化』井奥成彦共編著　日本経済評論社　2015年
- 『醤油醸造業と地域の工業化 髙梨兵左衛門家の研究』髙梨本家（上花輪歴史館） 監修　井奥成彦共編著　慶應義塾大学出版会　2016年
- 『近代日本の消費と生活世界』二谷智子共編　吉川弘文館　2018年